# Joseph-Paul Strebler
Pour les articles homonymes, voir Strebler.
Joseph-Paul Strebler (né le 12 septembre 1892, à Mertzwiller, alors dans l'Empire allemand, et mort le 12 mars 1984 à Saint-Pierre) est un missionnaire catholique français alsacien qui fut préfet apostolique, puis archevêque de Lomé au Togo de 1955 à 1961.

## Biographie

### Enfance et jeunesse
Joseph Strebler, troisième dans une famille fort pieuse de onze enfants, est le fils de Michel Strebler, magasinier à l’usine De Dietrich de Mertzwiller, et de son épouse, née Marie Eve Wackenheim. Ses parents possèdent une petite ferme dans le village. Un oncle, qui vient en vacances chez eux en 1902, est missionnaire en Angola. Un de ses frères, mort prématurément à 19 ans, était entré à l'école des Missions africaines.

### Membre de la Société des Missions africaines
Joseph Strebler fait ses études secondaires à l’école apostolique de la Société des missions africaines de Chanly (Luxembourg belge, 1906-1907), puis à Keer-les-Maastricht (1907-1912, dans le Limbourg). Il fait ensuite son noviciat à Chanly (1912-1913), puis entre au grand séminaire des Missions africaines de Lyon (1913-1914) pour étudier la philosophie.
Le début de la Grande Guerre interrompt ses études lyonnaises, car il est sujet allemand, mais il parvient encore à faire une année en privé en Alsace.
Il est ordonné sous-diacre le 30 novembre 1914 par Adolf Fritzen à Strasbourg, ce qui lui permet de ne pas être en service armé, selon la loi allemande. Il est donc mobilisé par l'armée impériale allemande en tant qu'infirmier, d'abord à Haguenau et ensuite en Roumanie et sur le front français. Il est démobilisé le 22 novembre 1918. Désormais citoyen français, il continue ses études de théologie au grand séminaire de Lyon.

### Prêtre des Missions africaines en Côte d'Or
Joseph Strebler est ordonné prêtre au sein de la Société des missions africaines, le 10 juillet 1921 par  Jules Moury, vicaire apostolique de Côte d’Ivoire.
Il est envoyé trois mois plus tard missionner en Côte d'Or (Gold Coast, aujourd'hui Ghana) où il est vicaire à Cape Coast, se lance dans la presse en collaborant au journal The Gold Coast Catholic Voice (fondé en 1926 par le vicaire apostolique, Mgr Ernest Hauger, Alsacien comme lui), est nommé provicaire, fait construire la cathédrale de Cape Coast (achevée en 1928) qui comprenait trois mille catholiques en 1925. Les deux premiers prêtres autochtones sont ordonnés en 1935.
Le Père Joseph Strebler demeure en Côte d'Or jusqu'en octobre 1936.

### Togo

#### Préfet apostolique de Sokodé
Après six mois de congé en Europe, le Père Joseph Strebler est muté au Togo (avant 1919 partie dénommée Togoland oriental allemand, et devenue colonie française), devenant ainsi le premier préfet apostolique de Sokodé, le 24 juillet 1937. Il s'y fixe définitivement au début du mois de février 1938. Il n'y a que cinq prêtres, aucune religieuse et moins de 800 catholiques. À son départ en 1946, il y a plus de 3 500 catholiques, autant de catéchumènes, deux congrégations féminines et des vocations au petit séminaire.

#### Vicaire apostolique de Lomé puis archevêque de Lomé
Le Père Joseph Strebler est nommé  vicaire apostolique de Lomé par Pie XII, succédant à Mgr Jean-Marie Cessou, SMA, le 8 novembre 1945.
Joseph Strebler est consacré évêque le 29 juin 1946 à Strasbourg, par Jean-Julien Weber avec le titre d'évêque in partibus de Curubis (de). Il est reçu en audience privée par Pie XII le 4 novembre à Castel Gandolfo, puis embarque le 30 novembre à Marseille sur le paquebot Ville d'Oran. Il prend possession de son siège (gouverné par un administrateur apostolique pendant l'intérim) en décembre 1946. Mgr Joseph-Paul Strebler fonde le Collège Saint Joseph de Lomé en 1948,. Lorsque le vicariat apostolique de Lomé est érigé en archevêché le 14 septembre 1955, il en devient le premier archevêque.
Le cardinal Tisserant vient à Lomé pour procéder à l’intronisation du nouvel archevêque, le 24 février 1956. Il demeure en poste jusqu'au 16 juin 1961, pour laisser la place à une hiérarchie autochtone après l'indépendance du pays, survenue en avril 1960. Mgr Joseph Strebler quitte le Togo le 23 juin 1962.
Le 26 avril 1960, Joseph Strebler avait consacré le Togo à la Sainte Vierge, au cours d’une messe pontificale célébrée par Mgr John Aggey à l’église Saint-Augustin. Il est administrateur, nommé évêque titulaire (in partibus) de Nicopolis d'Épire (de) en attendant l'arrivée du nouvel archevêque, d'origine togolaise, Mgr Robert-Casimir Dossey-Anyron, en avril 1962, et sacré évêque en juin suivant.

### Retraite en Europe
Joseph Strebler prend sa retraite en décembre 1963 à Saint-Pierre en Alsace. Il participe aux sessions du concile Vatican II (entre 1962 et 1965).
Il meurt à Saint-Pierre le 12 mars 1984. Ses obsèques sont célébrées dans la cathédrale Notre-Dame de Strasbourg, et présidées par le cardinal Bernardin Gantin. Il est inhumé au cimetière des pères et frères des Missions africaines, à Saint-Pierre.